# Jim van der Zee
Jim van der Zee (Driebergen-Rijsenburg, 17 januari 1995) is een Nederlandse zanger en gitarist. In 2018 won hij de achtste editie van de talentenjacht The Voice of Holland.
Van der Zee imponeerde in de eerste voorronde de juryleden van The Voice of Holland met zijn vertolking van de Engelstalige versie van het winnende songfestivalnummer Amar pelos dois van Salvador Sobral. Hij werd hierna gecoacht door Anouk. In de finale vertolkte hij het nummer Vincent van Don McLean en zijn singleversie van het nummer I'm on fire van Bruce Springsteen.
Kort na zijn overwinning bracht Van der Zee zijn debuutalbum Where I come from uit, met daarop vertolkingen van nummers van onder meer Bob Dylan, Johnny Cash, Cat Stevens, Tom Waits, Leonard Cohen en Simon & Garfunkel. In september 2019 volgde een album met eigen werk, getiteld Starting the engine.

## Discografie

### Albums
| Album met eventuele hitnotering(en) in de Nederlandse Album Top 100 | Datum van verschijnen | Datum van binnenkomst | Hoogste positie | Aantal weken | Opmerkingen |
| ------------------------------------------------------------------- | --------------------- | --------------------- | --------------- | ------------ | ----------- |
| Where I come from                                                   | 30-03-2018            | 07-04-2018            | 5               | 5            |             |
| Starting the engine                                                 | 13-09-2019            | -                     |                 |              |             |

### Singles
| Single met eventuele hitnotering(en) in de Nederlandse Top 40 | Datum van verschijnen | Datum van binnenkomst | Hoogste positie | Aantal weken | Opmerkingen              |
| ------------------------------------------------------------- | --------------------- | --------------------- | --------------- | ------------ | ------------------------ |
| Vincent                                                       | 26-01-2018            | -                     | -               | -            | Nr. 1 in iTunes Top 200  |
| Human                                                         | 02-02-2018            | -                     | -               | -            | Nr. 11 in iTunes Top 200 |
| Wicked Game                                                   | 09-02-2018            | -                     | -               | -            | Nr. 5 in iTunes Top 200  |
| Feeling Good                                                  | 09-02-2018            | -                     | -               | -            | Nr. 10 in iTunes Top 200 |
| I'm on fire                                                   | 16-02-2018            | -                     | -               | -            | Nr. 1 in iTunes Top 200  |